# ジャン＝バティスト・マドウ
ジャン＝バティスト・マドウ（Jean-Baptiste Madou、1796年2月3日 - 1877年4月3日）はベルギーの版画家、イラストレーター、画家である。ベルギーにおけるリトグラフのパイオニアとして知られる。

## 略歴
ブリュッセルで生まれた。家は貧しかったが、地元の金持ちの支援で教育を受け、ブリュッセルの美術学校でアントワーヌ・ブリス(Antoine Brice)に学び、ピエール・ジョセフ・セレスタン・フランソワの教室でも学んだ。1813年に展覧会に出展し賞を受けたが、1814年に父親が亡くなり、家族を養うために、役所で働き始めた。コルトレイクに本部のある軍の地図制作の部署で製図の仕事をするようになった。地図制作の他に、軍の学校の教師に選ばれ、コルトレイクの美術学校に入学し、22歳で地元の美術アカデミーの名誉会員になり、展覧会に出展するようになった。
ブリュッセルに戻り、リトグラフの工房を開いて、書籍の図版の制作を始めていたマルセラン・ジョバール(Marcellin Jobard)に雇われて、リトグラフの原画を描くことになった。リトグラフの技術に習熟し、Jean-Joseph de Cloetの著書「風光明媚なオランダ王国の旅(Voyage pittoresque dans le Royaume des Pays-Bas)」(1825)などの挿絵を制作した。1830年代に入ると、マドウの名前で版画集を出版されるようになり、パリやロンドンでも作品は出版された。オランダ王室の人物や有力者の肖像画も描くことを依頼されるようになった。1836年のブリュッセルの展覧会で「La Physionomie de la société en Europe depuis 1400 jusqu'à nos jours」が金賞を得た。
1833年に、統計学者、天文学者のアドルフ・ケトレーの異父妹にあたる女性と結婚し、知識人たちとの交流をすることになった。1840年代になるとリトグラフ版画の人気がなくなってきたので、妻から絵画を描くように勧められ、版画制作をやめた。ブリュッセルやパリの展覧会に17世紀オランダの風俗画家、アドリアーン・ブラウエルやヤン・ステーンのスタイルを引き継ぐ風俗画を出展して高い評価を受け、絵画の分野でも国内外で人気を得た。
ジョゼフ・プラトーが発明したフェナキストスコープ(初期のアニメーション機器)の制作にも熱心で、1850年代にプラトーと様々な回転盤を制作した。同じ頃、王室の子弟の絵の教師も務めた。
晩年になっても活発な活動をしていたが、1877年3月、レオポルド2世を迎えた、ベルギーの科学芸術アカデミーの式典で脳卒中で倒れ、3日後に死去した。

## 作品

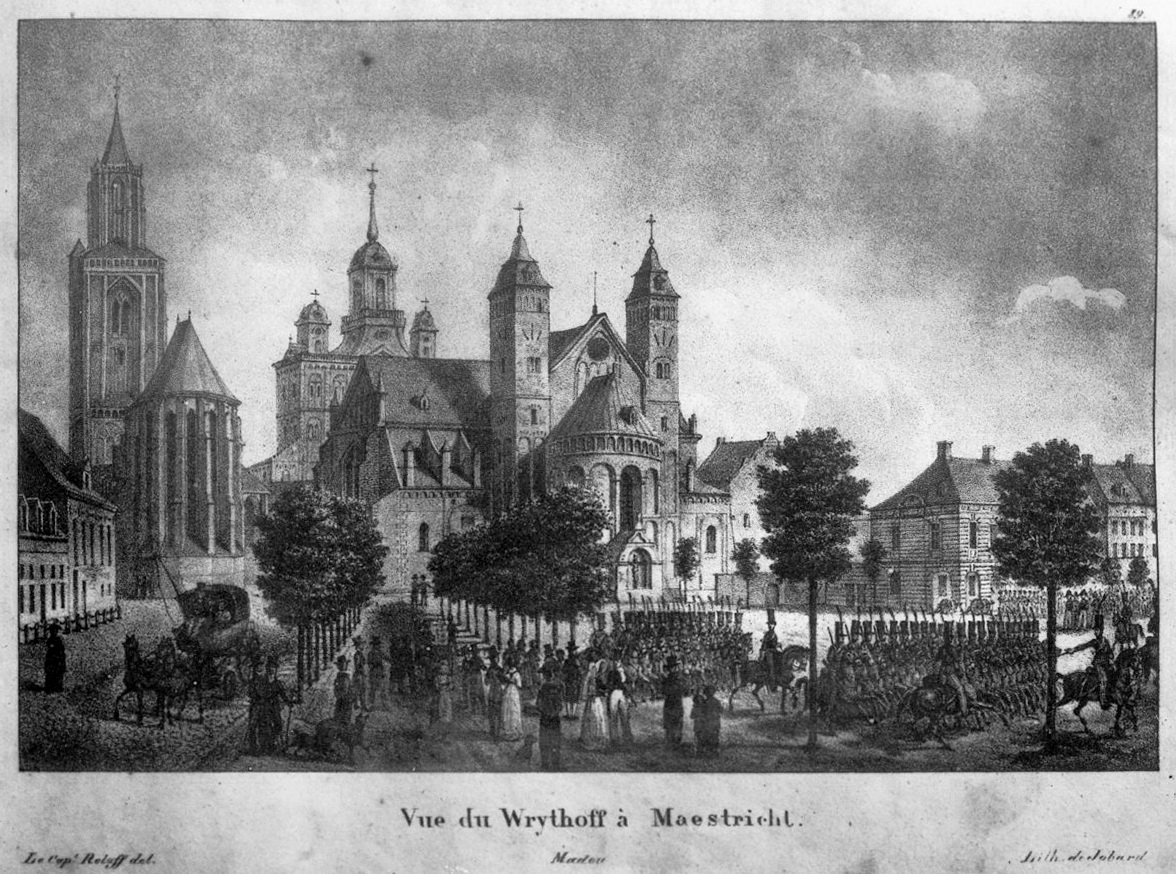
「風光明媚なオランダ王国の旅」挿絵
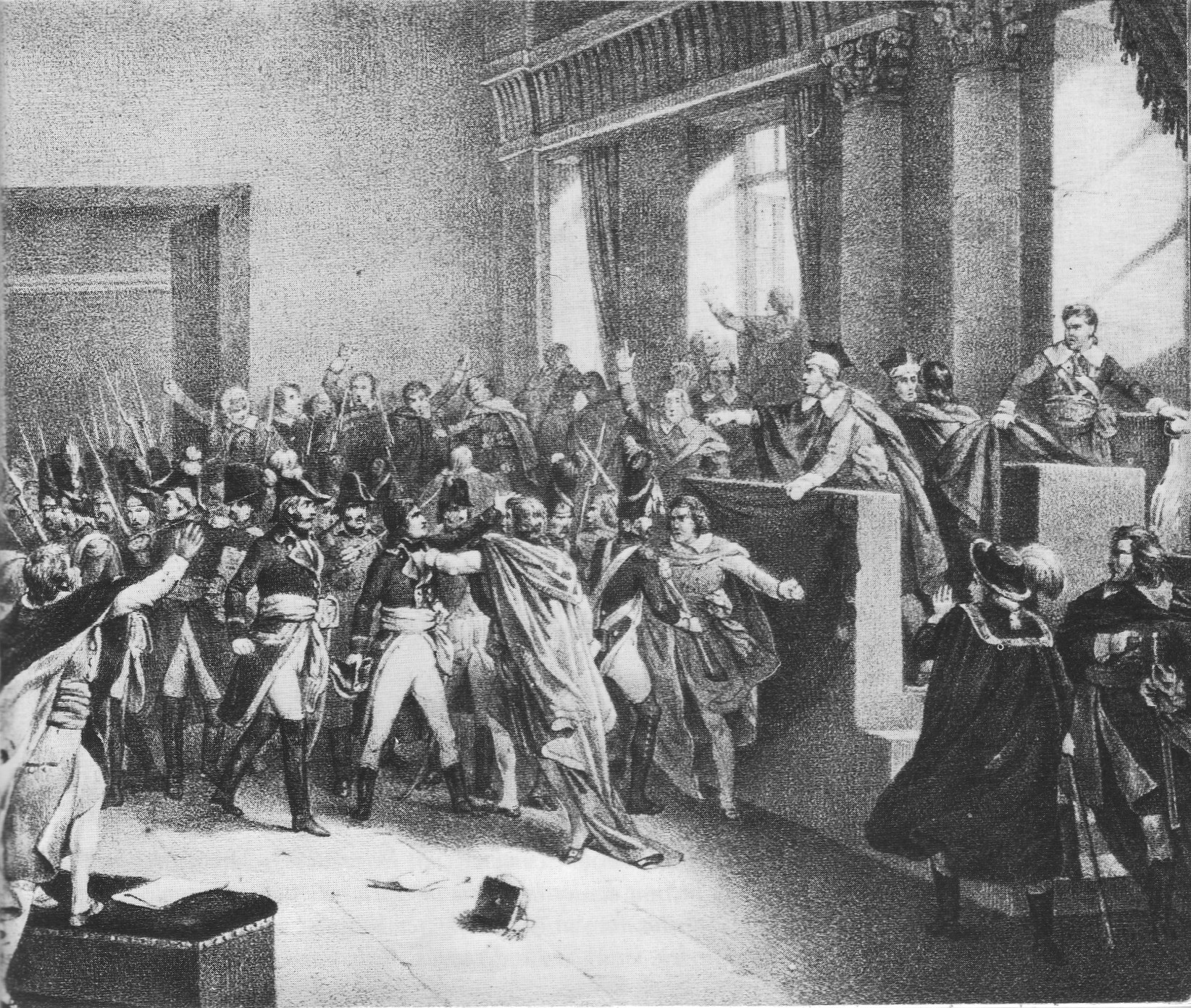
ブリュメール18日のクーデターのナポレオン
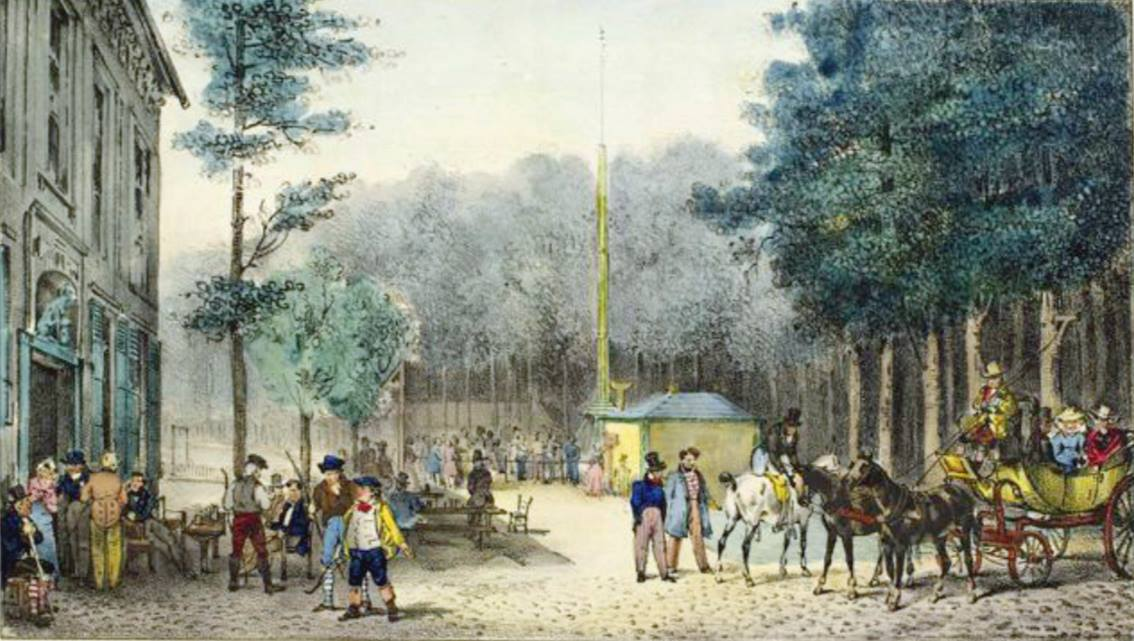
ブリュッセルの名所
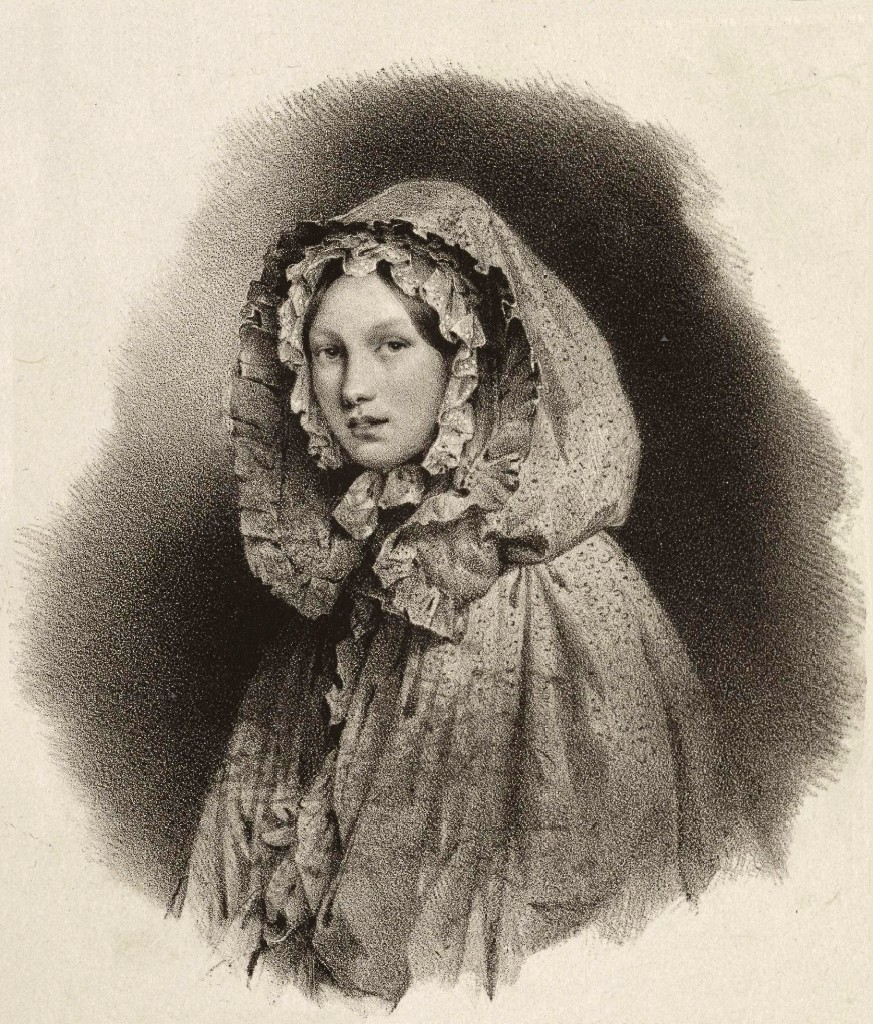
ケープの女性
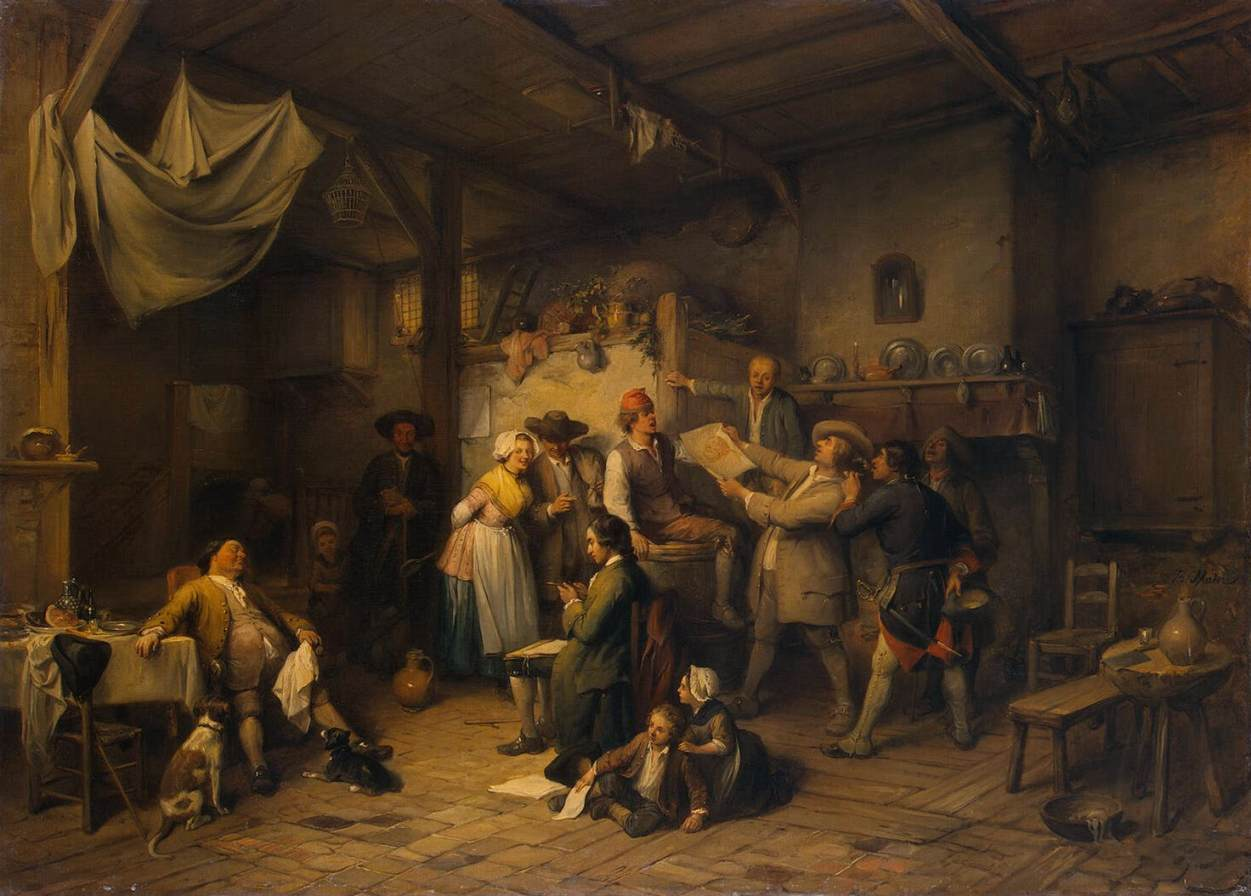
習作 (油絵1845)
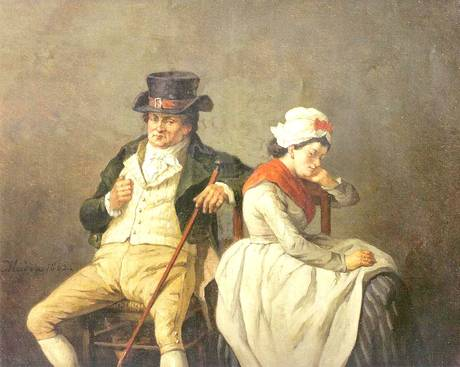
La bouderie (水彩:1874)